# Prosperidad (métro de Madrid)
Prosperidad est une station de la ligne 4 du métro de Madrid. Elle est située sous la rue López de Hoyos, au niveau de son intersection avec la rue Suero de Quiñones, dans le quartier de Prosperidad, de l'arrondissement de Chamartín, à Madrid en Espagne.

## Situation sur le réseau
La station est située entre Avenida de América au sud-ouest, en direction de Argüelles et Alfonso XIII au nord-est, en direction de Pinar de Chamartín.
Elle possède deux voies et deux quais latéraux.

## Histoire
La station est ouverte le 26 mars 1973, lors de la mise en service d'une section de la ligne 4 entre
Diego de León et Alfonso XIII.

## Services aux voyageurs

### Accès et accueil
La station possède un accès équipé d'escaliers et d'escaliers mécaniques, mais sans ascenseur.

### Intermodalité
La station est en correspondance avec les lignes d'autobus no 1, 9, 73 et N2 du réseau EMT.